# Carandiru (filme)
Carandiru é um filme de drama argentino-brasileiro de 2003 dirigido por Héctor Babenco. Baseado no livro Estação Carandiru, do médico Drauzio Varella, o filme narra suas experiências com a dura realidade dos presídios brasileiros em um trabalho de prevenção à AIDS realizado na Casa de Detenção de São Paulo.
Carandiru conta algumas das histórias dos detentos do presídio, que foi a maior prisão da América Latina; a história do filme culmina com o massacre de 1992 ocorrido no local, onde 111 prisioneiros foram mortos, 102 pela polícia. O próprio presídio foi usado para a realização de algumas cenas antes de ser demolido em 2002, um ano antes do lançamento do filme.
Babenco chegou a afirmar que Carandiru era o "filme mais realista que ele já fez", apresentando um novo tipo de realismo brasileiro inspirado no Cinema novo, retratando a realidade crua dos presídios brasileiros com o filme sendo rodado na própria prisão e usando muitos prisioneiros reais como atores. Devido a este foco em retratar a realidade, além das inspirações vindas das memórias do livro de Varella, Carandiru pode ser descrito como um docudrama ou como um testemunho dos prisioneiros do local.
Em novembro de 2015 o filme entrou na lista feita pela Associação Brasileira de Críticos de Cinema (Abraccine) dos 100 melhores filmes brasileiros de todos os tempos.

## Sinopse
A história do filme se passa na notória Casa de Detenção de São Paulo conhecida popularmente como Carandiru, uma antiga e gigantesca prisão localizada na Zona Norte da cidade de São Paulo, que foi o maior e mais violento presídio da América Latina.
Carandiru conta as histórias de diferentes detentos do local através da visão do doutor Drauzio Varella, que vai à prisão para tratar os presos medicamente em prevenção contra a AIDS. Semelhante a muitos filmes policiais brasileiros, o Dr. Varella narra Carandiru, no entanto, não é a história dele que é contada; Varella atua como um mero ouvinte das histórias dos detentos, priorizadas pelo enredo do filme.
São mostradas as condições desumanas da prisão, como as celas minúsculas várias vezes ocupadas por mais de dez prisioneiros, bem como a falta de controle que os carcereiros têm. A ordem na prisão é inteiramente controlada pelos próprios presos, o que os leva a enfrentar problemas como assassinatos, uso excessivo de drogas e doenças dentro da prisão.
Várias histórias são retratadas, variando de toxicodependência até assassinatos, lutas familiares e romance. Algumas das histórias mais focadas no filme são de Lady Di (uma travesti, interpretada por Rodrigo Santoro) e seu "casamento" com um homem chamado Sem Chance (Gero Camilo), a dinâmica da família de Deusdete e Zico, os vícios de crack de Ezequiel e Zico e os "casos" de um detento apelidado de Majestade.
Os prisioneiros são humanizados para o espectador ao contarem suas histórias, o que torna a revolta e o massacre do Carandiru ainda mais dolorosos para o público assistir. Assim, quando o filme termina com as cenas reais da demolição da penitenciária ocorrida em 2002, Babenco emprega catarse.

## Elenco
- Luiz Carlos Vasconcelos como Dr. Drauzio Varella
- Rodrigo Santoro como Lady Di
- Milton Gonçalves como Chico
- Lázaro Ramos como Ezequiel
- Caio Blat como Deusdete
- Milhem Cortaz como Peixeira
- Wagner Moura como Zico
- Floriano Peixoto como Antônio Carlos
- Rita Cadillac como ela mesma
- Gero Camilo como Sem Chance
- Ivan de Almeida como Nego Preto
- Ailton Graça como Majestade
- Maria Luisa Mendonça como Dalva
- Aída Leiner como Rosirene
- Júlia Ianina como Francineide
- Ricardo Blat como Claudiomiro
- Vanessa Gerbelli como Célia
- Sabrina Greve como Catarina
- Nelson Machado como Carioca
- Antônio Grassi como Pires
- Dionisio Neto como Lula
- Leona Cavalli como Dina
- Sérgio Loroza como Gordo
- Sabotage como Fuinha

## Produção
O diretor Héctor Babenco filmou o filme na verdadeira penitenciária do Carandiru antes dela ser implodida em 2002; as filmagens do filme foram as últimas atividades realizadas no local antes de sua demolição.
Para a realização do longa, foi usado o estilo neorrealista, empregando um elenco enorme de atores novatos - alguns dos quais são ex-presos.

### Distribuição
O filme foi apresentado pela primeira vez no II Panorama Internacional Coisa de Cinema no Brasil em 21 de março de 2003. Carandiru estreou comercialmente nos cinemas nacionais em 11 de abril de 2003; foi o filme nacional de maior bilheteria do ano e o terceiro no ranking geral (atrás de Bruce Almighty e Matrix Reloaded), atraindo mais de 4,6 milhões de espectadores.
Mais tarde, o filme foi inscrito no Festival de Cannes de 2003 na França, em 19 de maio. O filme também foi exibido em vários festivais de cinema, incluindo: Festival Internacional de Cinema de Toronto, no Canadá; o Festival de Cinema de Hamburgo, na Alemanha; o Edda Film Festival, na Irlanda; a Muestra Internacional de Cine, México; o Festival Sundance de Cinema, nos Estados Unidos; Festival Internacional de Cinema de Bangcoc, Tailândia; dentre outros.
Em setembro de 2021, a Europa Filmes iniciou a pré-venda no Brasil da edição limitada do filme em DVD em parceria com a Versátil Home Vídeo, que foi lançado exclusivamente na loja virtual VersátilHV.

## Recepção crítica
O crítico americano Roger Ebert, do jornal Chicago Sun-Times, apreciou o realismo do drama e escreveu: "Carandiru, de Hector Babenco, é um drama que acrescenta uma dimensão humana [...] Filmado no próprio local da prisão notória em São Paulo, mostra 8.000 homens presos num espaço destinado originalmente a 2.000 e aplicando suas próprias leis em um local abandonado pela sociedade. O filme, baseado na vida, culmina com o ataque policial à prisão ocorrido em 1992 durante o qual 111 presos foram mortos. [o filme] é um lembrete de que, embora o Carandiru não exista mais, as condições das prisões no Brasil continuam desumanas".
Stephen Holden, crítico de cinema do The New York Times, gostou do filme e de sua mensagem social escrevendo: "Apesar da confusão e da amplitude de muitos de seus traços, o filme pertence a uma tradição latino-americana de realismo social sincero, no qual as lutas das pessoas comuns assumem uma dimensão heroica. O filme é inegavelmente o trabalho de um artista com a força de olhar para o abismo, resultando numa humanidade fortalecida".
O crítico Jamie Russell escreveu: "Expondo seu argumento sem recorrer a tormentos liberais, Babenco registra a violência climática com desapego severo. Brutal, sangrento e longe de ser breve, é chocante o suficiente para nos fazer perceber que esse inferno na prisão realmente não é uma 'Cidade de Deus'".
O agregador de críticas Rotten Tomatoes relatou que 67% dos críticos deram ao filme uma crítica positiva, com base em setenta e seis resenhas, sob o seguinte consenso crítico: "um filme de prisão corajoso, comovente e chocante".

## Prêmios e indicações
Prêmio Qualidade Brasil
- Melhor Diretor - Hector Babenco (Indicado)
- Melhor Filme (Indicado)
- Melhor Ator Coadjuvante - Ailton Graça (Indicado)
- Melhor Ator Coadjuvante - Milhem Cortaz (Indicado)
- Melhor Atriz Coadjuvante - Maria Luísa Mendonça (Indicada)

Festival Internacional de Cinema de Mar del Plata
- Melhor Filme (Indicado)

Festival de Cinema de Havana
- Prêmio Especial do Júri - Hector Babenco (Venceu)
- Prêmio do Público - Hector Babenco (Venceu)

Grande Prêmio Cinema Brasil
- Melhor Diretor - Hector Babenco (Venceu)
- Melhor Roteiro - Hector Babenco, Fernando Bonassi, Victor Navas (Venceu)
- Melhor Ator - Rodrigo Santoro (Indicado)
- Melhor Atriz - Maria Luísa Mendonça (Indicada)
- Melhor Direção de Arte - Vera Hamburger (Indicado)
- Melhor Fotografía - Walter Carvalho (Indicado)
- Melhor Figurino - Cristina Camargo (Indicado)
- Melhor Edição - Mauro Alice (Indicado)
- Melhor Maquiagem - Gabi Moraes (Indicado)
- Melhor Trilha Sonora - André Abujamra (Indicado)
- Melhor Filme (Indicado)
- Melhor Ator Coadjuvante - Sabotage (Indicado)
- Melhor Atriz Coadjuvante - Leona Cavalli (Indicada)

Festival Internacional de Cinema de Cartagena
- Melhor Filme (Venceu)

Festival de Cannes
- Palme d'Or - Hector Babenco (Indicado)

Bangkok International Film Festival
- Melhor Filme - Hector Babenco (Indicado)

Prêmio ABC de Cinematografia
- Melhor Som (Venceu)